# Yufka

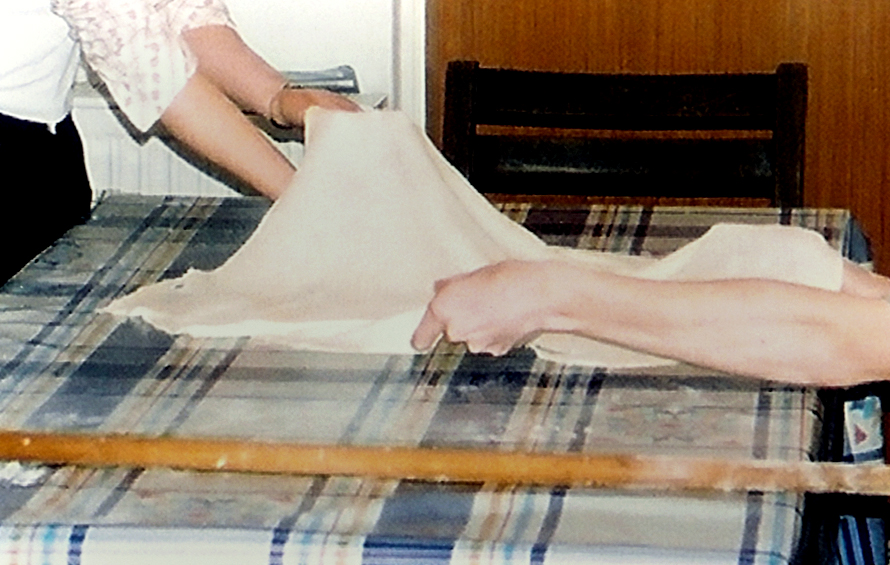
Due donne preparano yufka

In lingua turca, la yufka è la pasta fillo  ma anche un tipo di pane tradizionale della cucina turca (yufka ekmeği, generalmente chiamato soltanto yufka). Le sue origini risalgono all'epoca dell'Impero ottomano; in seguito è diventato una specie di pane nazionale.
L'impasto viene steso tradizionalmente sull'Hamur tahtası (un basso tavolino di legno) usando l'oklava (un bastoncino anch'esso di legno) e cotto su una grossa lastra di metallo finché non diventa piuttosto croccante. 
La caratteristica principale di questo tipo di pane è la lunga durata di conservazione. Questo rende possibile prepararne grandi quantità per volta. Nella cultura turca è tradizione prepararlo aiutandosi, in modo reciproco, con i propri vicini. Conservato in pacchi, prima di mangiarlo viene lasciato un po' all'aperto per farlo ammorbidire. 
La yufka può essere consumata così com'è, o anche accompagnandolo ad altri ingredienti, quali formaggio, carne, o verdura. Entra, inoltre, in sostituzione del pane arabo, nella composizione del  dürüm kebab, una particolare forma del tradizionale cibo da strada turco.
In Bulgaria e nella Macedonia del Nord la yufka è un tipo speciale di pasta fatta in casa dall'aspetto piatto e ondulato. In Serbia è una sfoglia molto sottile e lunga che viene utilizzata per cuocere i piatti dolci. 
Il 30 novembre 2016, una proposta congiunta di Azerbaigian, Iran, Kazakistan, Kirghizistan e Turchia ha fatto iscrivere la yufka nella Lista del Patrimonio culturale immateriale dell'umanità della UNESCO.